# Tadeusz Kozłowski (żołnierz)

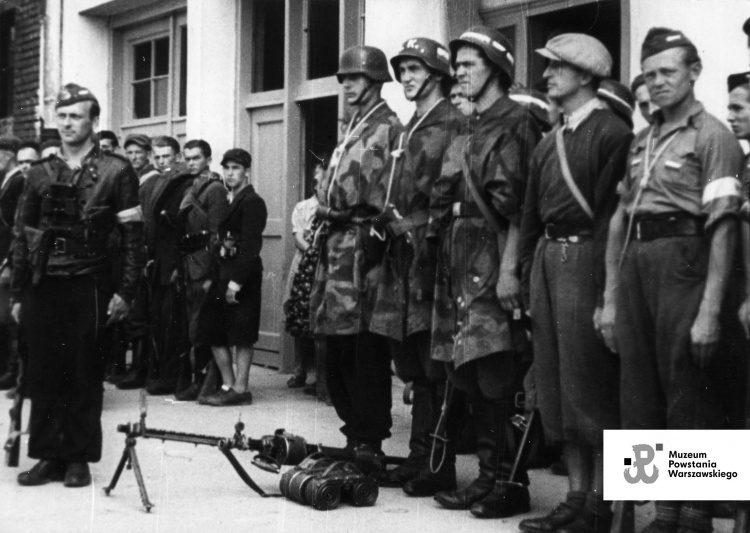
Kompania „Krawiec” przed domem przy ulicy Puławskiej 134 na Mokotowie. Z lewej dowódca kompanii Stanisław Milczyński „Gryf”, w cyklistówce kpr. podch. Tadeusz Kozłowski „Kozak”, a obok niego kpr. Władysław Zygański „Żuk”.

Tadeusz Bolesław Kozłowski (ur. 24 listopada 1917 w Warszawie, zm. 25 grudnia 1992 tamże) – żołnierz kampanii wrześniowej, uczestnik bitwy pod Kockiem, podporucznik Armii Krajowej, kawaler Krzyża Srebrnego Orderu Wojennego Virtuti Militari.

## Życiorys
Syn Władysława (filologa) i Marii z domu Hildebrandt.
W roku 1936 ukończył warszawskie gimnazjum im. Tomasza Niklewskiego, po czym rozpoczął studia na Wydziale Chemii Uniwersytetu Warszawskiego, przerwane przez wybuch II wojny światowej. W czasie kampanii wrześniowej, jako ochotnik w stopniu strzelca z cenzusem, walczył w szeregach Grupy „Hrubieszów” i Samodzielnej Grupy Operacyjnej „Polesie”. Uczestnik bitwy pod Kockiem. Po ucieczce z niemieckiej niewoli działał w konspiracji - w strukturach Związku Walki Zbrojnej i Armii Krajowej. Był żołnierzem 7 pułku piechoty AK „Garłuch”, absolwentem jednego z pierwszych kursów Szkoły Podchorążych ZWZ-AK, który ukończył na przełomie lat 1940/1941 uzyskując rangę kaprala podchorążego. W czasie okupacji kontynuował studia chemiczne na tajnej Politechnice Warszawskiej. Powstaniec warszawski - jako żołnierz kompanii K-1 batalionu „Karpaty” pułku AK „Baszta” uczestniczył w walkach o Pole Mokotowskie i lotnisko, po czym przebił się do Lasów Chojnowskich. Po reorganizacji oddziałów objął stanowisko zastępcy dowódcy plutonu 1907 w kompanii „Krawiec” pułku „Baszta”. W dniu 20 sierpnia 1944 przebił się wraz z kompanią „Krawiec” z Lasów Kabackich, przez Wilanów, na Mokotów. W toku walk został dwukrotnie ranny. Mianowany do stopnia podporucznika i odznaczony, za wykazane męstwo, Krzyżem Srebrnym Orderu Wojennego Virtuti Militari.
Po wojnie ukończył (w roku 1950) studia chemiczne uzyskując tytuł magistra nauk technicznych i dyplom inżyniera chemika. Pracował w Instytucie Chemii Ogólnej (jako pracownik naukowy) i Zespole Planowania Przestrzennego przy Radzie Ministrów (na stanowisku głównego specjalisty). Był wykładowcą na Politechnice Warszawskiej i członkiem Instytutu Planowania Polskiej Akademii Nauk. W randze ambasadora, jako doradca ekonomiczny Organizacji Narodów Zjednoczonych, pracował przy rządach Libii, Turcji i Kamerunu. Publikował artykuły w wielu renomowanych czasopismach naukowych.
W roku 1946 poślubił Zofię Nowicką, z którą miał synów Stanisława Juliana (ur. 1947) i Tadeusza Mściwoja (ur. 1950).

## Ordery i odznaczenia
- Krzyż Srebrny Orderu Wojennego Virtuti Militari Nr 12341
- Krzyż Walecznych
- Srebrny Krzyż Zasługi z Mieczami
- Krzyż Armii Krajowej
- Medal Wojska
- Warszawski Krzyż Powstańczy
- Krzyż Kampanii Wrześniowej